# 格雷灵 (阿拉斯加州)
格雷灵（英語：Grayling），是美国阿拉斯加州的一座城市。该市的人口在2000年为194人，2010年有194人。人口在阿拉斯加州排行第105。